# 君 (姓)
君（くん）は、漢姓の一つ。

## 朝鮮の姓
君（くん、クン、朝: 군）は、朝鮮人の姓の一つである。

### 氏族
本貫及び淵源は不明。

### 人口と割合
1930年の国勢調査の時初めて慶尚南道金海郡進永面-現進永邑-に 1世帯が居住していた。
| 年度   | 人口  | 世帯数 | 順位           | 割合 |
| ------ | ----- | ------ | -------------- | ---- |
| 1930年 |       | 1世帯  |                |      |
| 1960年 |       |        |                |      |
| 1975年 |       |        | 249氏姓中236位 |      |
| 1985年 | 229人 | 49世帯 | 274姓中206位   |      |
| 2000年 | 46人  |        |                |      |